# Museu Etnogràfic de Praia
El Museu Etnogràfic de Praia (oficialment i en portuguès Museu Etnográfico da Praia) és un museu localitzat al barri històric de Praia, la capital de Cap Verd.

## Història
El museu va obrir les portes el 5 d'octubre de 1997 i és localitzat en un edifici construït en el segle xix, amb un estil d'arquitectura colonial, que ja apareix en un mapa de la ciutat de 1840. És el primer museu etnogràfic del país. Abans d'obrir, l'edifici va ser restaurat i a la inauguració hi va assistir Carlos Veiga. El 2005 va tancar les portes i, després dos anys de treballs de restauració, el museu va ser reobert al públic el 2007.

## Col·lecció
El museu presenta diversos objectes culturals i musicals capverdians, incloent-hi un molí, fet d'argila i pedra i alguns instruments musicals vells, que inclouen dues violes portugueses, dos cavaquinhos i una cimboa.